# Pedalangan
Pedalangan is een bestuurslaag in het regentschap Semarang van de provincie Midden-Java, Indonesië. Pedalangan telt 12.924 inwoners (volkstelling 2010).